# Enrico Martino
Enrico Martino (ur. 16 stycznia 1960 w Turynie) – włoski dziennikarz i fotograf.

## Książki
- Liguria (A. Mondadori, Mediolan, 1984)
- W duszą Indian (EGA Editore, Turyn, 1992)
- Ludzie wezwanie Torino (EGA Editore, Turyn, 1996)
- Meksyk (Idealibri, Mediolan, 1996)
- Burgundia kamienia (Idealibri, Mediolan, 1998)
- Italie (Vilo, Paryż 2003)
- Meksyk (Giunti, wychodzące)

## Wystawy
- Reporter'70 (Turyn, 1979)
- 35 dni (Turyn, 1980)
- Turystyka i centra sztuki (Mediolan, 1981)
- Chiapas (Palermo, Messina, Catania, Padwa, 1992)
- Baja California (Meksyk, Queretaro, Acapulco, Buenos Aires, Berlin, Mediolan, Rzym, 1994-1995)
- Gente di Torino (Turyn, 1997)
- Migrantes, rodzimy się do Mexico City (Chicago 1999, Bologna 2006)